# Mirko Bortolotti
Mirko Bortolotti (Trento, 10 de janeiro de 1990) é um piloto de carros italiano.

## Carreira[1]
Depois de alguns anos de sucesso no karting, Mirko Bortolotti iniciou a sua carreira nos monolugares em 2005, pilotando na Fórmula Glória Itália, obtendo um pódio no seu evento de estreia. Mais tarde competiu no Campeonato de Inverno de Fórmula Renault 2.0 Itália, sendo que em 4 corridas a sua melhor classificação foi um 5º lugar.
Mirko Bortolotti foi nomeado piloto oficial da Federação Italiana de Desporto Motorizado para 2006, indo para uma época excelente na Fórmula Azzurra. Somou uma vitória, cinco pódios e 7 poles, acabando como melhor rokkie e falhando o campeonato por pouco. Voltou a competir no Campeonato de Inverno de Fórmula Renault 2.0 Itália, mostrando melhorias em relação à época transacta, acabando o campeonato em 4º, com um pódio e uma volta mais rápida no campeonato. Competiu também contra o seu futuro rival na Fórmula 2 FIA em 2009 Nicola de Marco no campeonato.
Em 2007, Mirko Bortolotti passou à Fórmula 3 Itália, acabando a sua primeira corrida no pódio. Acabou no pódio mais seis vezes ao longo da época, incluindo uma vitória dominadora no Mugello, liderando do princípio ao fim. Acabou o campeonato em 4º lugar.
Mirko Bortolotti competiu novamente na Fórmula 3 italiana em 2008, acabando em segundo 3 das primeiras 4 corridas antes de ir para uma série de 7 vitórias consecutivas em corrida, quatro delas partindo da pole. Mirko Bortolotti somou ainda mais duas vitórias no seu título de pilotos, tendo acabado fora do pódio apenas uma vez em toda a época.
Depois da sua impressionante campanha na Fórmula 3 italiana, Mirko Bortolotti foi convidado para um teste com o carro de Fórmula 1 da Scuderia Ferrari F2008 em Fiorano. Foi novamente notável, estabelecendo um recorde não oficial de volta para o carro, e correu, devidamente seguido, no novo carro de A1GP, antes de ter sido convidado para se juntar à prestigiada Red Bull Junior Team.